# Маунтен-Парк (округ Гвіннетт, Джорджія)
Маунтен-Парк (англ. Mountain Park) — переписна місцевість (CDP) в США, в окрузі Гвіннетт штату Джорджія. Населення — 13 089 осіб (2020).

## Географія
Маунтен-Парк розташований за координатами 33°50′48″ пн. ш. 84°7′56″ зх. д. / 33.84667° пн. ш. 84.13222° зх. д. (33.846683, -84.132156).  За даними Бюро перепису населення США в 2010 році переписна місцевість мала площу 14,79 км², з яких 14,69 км² — суходіл та 0,10 км² — водойми.

## Демографія
Згідно з переписом 2010 року, у переписній місцевості мешкали 11 554 особи в 4291 домогосподарстві у складі 3205 родин. Густота населення становила 781 особа/км².  Було 4577 помешкань (310/км²).
Расовий склад населення:
| - 67,9 % — білих - 14,7 % — чорних або афроамериканців - 11,8 % — азіатів - 0,5 % — корінних американців - 0,1 % — вихідців з тихоокеанських островів - 2,5 % — осіб інших рас |

До двох чи більше рас належало 2,5 %. Частка іспаномовних становила 6,8 % від усіх жителів.
За віковим діапазоном населення розподілялося таким чином: 23,3 % — особи молодші 18 років, 62,3 % — особи у віці 18—64 років, 14,4 % — особи у віці 65 років та старші. Медіана віку мешканця становила 43,5 року. На 100 осіб жіночої статі у переписній місцевості припадало 96,7 чоловіків;  на 100 жінок у віці від 18 років та старших — 92,7 чоловіків також старших 18 років.
Середній дохід на одне домашнє господарство  становив 86 291 долар США (медіана — 70 814), а середній дохід на одну сім'ю — 95 087 доларів (медіана — 78 578). Медіана доходів становила 54 038 доларів для чоловіків та 47 132 долари для жінок. За межею бідності перебувало 9,3 % осіб, у тому числі 14,5 % дітей у віці до 18 років та 2,4 % осіб у віці 65 років та старших.
Цивільне працевлаштоване населення становило 5806 осіб. Основні галузі зайнятості: освіта, охорона здоров'я та соціальна допомога — 20,7 %, науковці, спеціалісти, менеджери — 15,2 %, роздрібна торгівля — 10,2 %, виробництво — 10,1 %.